# Pernerinsel

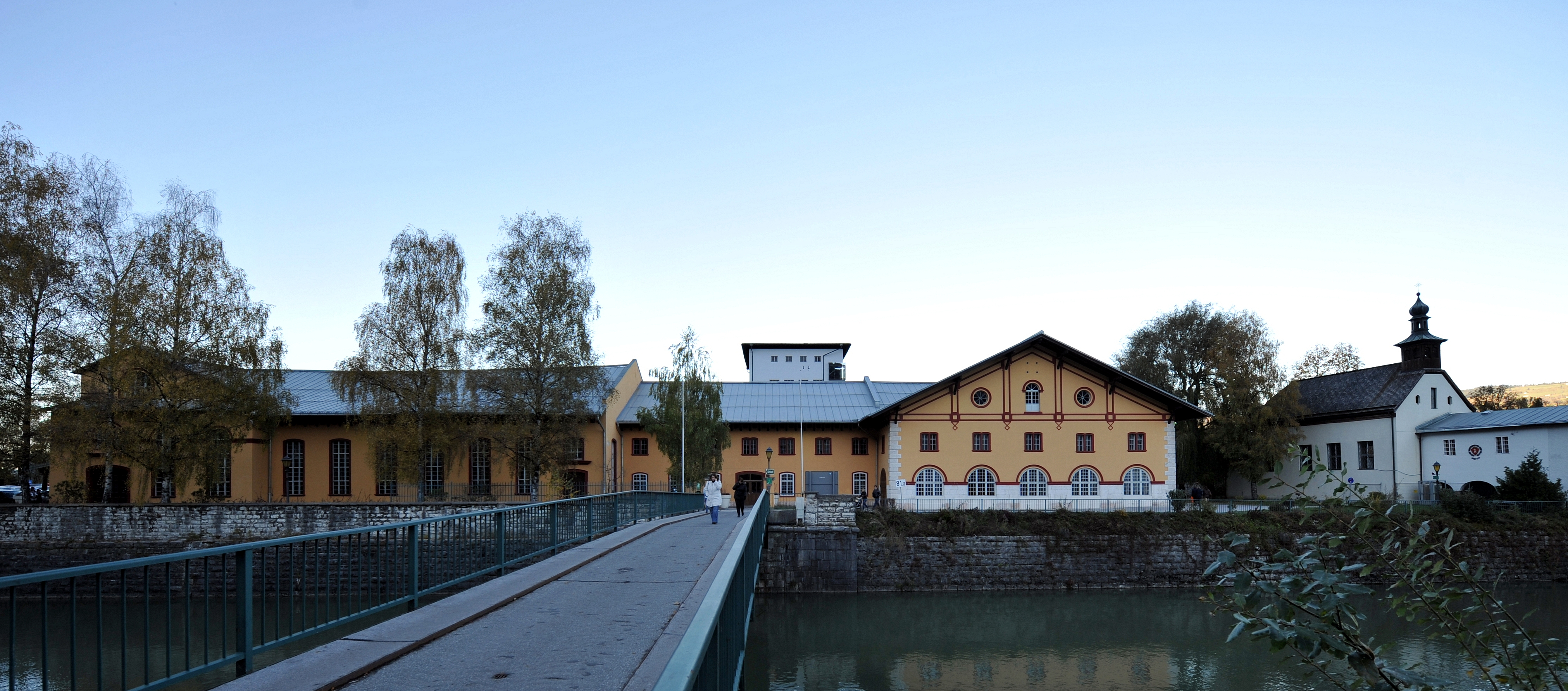
Blick auf Saline und Kapelle der Pernerinsel

Die Pernerinsel ist eine Insel inmitten der Salzach in der Stadt Hallein im Bundesland Salzburg. Der Großteil der Insel war der Lustgarten, der so genannte Pfleggarten der  Salzburger Erzbischöfe. 1854 bis 1862 wurde dort eine Salinenanlage erbaut, welche bis in die 1980er Jahre in Betrieb blieb. Seit 1992 wird das unter Denkmalschutz stehende Salinengebäude von den Salzburger Festspielen als Spielstätte genutzt.

## Geografie
Die Pernerinsel ist circa 500 Meter lang und bis zu 200 Meter breit. Am südlichen Ende befindet sich die Stadtbrücke Hallein, mit einem begehbaren Kunstwerk von Haubitz + Zoche, und hier teilt die Pernerinsel die Salzach in zwei Arme. Am nördlichen Ende befindet sich der Zusammenfluss dieser beiden Salzacharme und dem Almbach. Colloredobrücke, Heidebrücke, Pfannhausersteg und Kühbrücke verbinden die Insel mit den umliegenden Stadtteilen. Die Salzachtal Straße (B159) führt von der Stadtbrücke über die Mauttorpromenade zur Colloredobrücke.

## Saline
Der Name Hallein leitet sich von einem althochdeutschen * hal(a)-, mhd. hal 'Salzquelle, Salzwerk' und der Verkleinerungsform „-lîn“ ab. Und das Salz gab sowohl Stadt, als auch Land den Namen. Das Colloredo-Sudhaus, unweit der Salzach in der Altstadt von Hallein, um 1798 unter Erzbischof Hieronymus Colloredo erstmals urkundlich erwähnt, spielte in der Salzerzeugung keine Rolle, da sich die Anlage als eine technische Fehlkonstruktion erwies. Trotz Umbaus gelang es nicht, diese Mängel zu beseitigen und 1803 wurde der Betrieb eingestellt. Das Colloredo-Sudhaus war jedoch Vorläufer der Salinenanlage auf der Pernerinsel, welche zwischen 1854 und 1862 errichtet wurde. In der großen alten Industriehalle wurde bis 1989 Salz verarbeitet, danach endete die gesamte Salzgewinnung im Land Salzburg.
Aufgrund einer Initiative von Kulturschaffenden wurde die Sudhalle der Salinen in einen Theaterraum umgewidmet, der vom neuen Schauspieldirektor Peter Stein 1992 als Spielstätte in das Salzburger Festspielprogramm integriert wurde. Die Adaption beanspruchte nur achtzig Tage Bauzeit. Erste Produktion war die Antiken-Trilogie von Andrei Serban nach Sophokles, Euripides und Seneca. 1998 wurden Bestuhlung und Pausenraum erneuert.
Die Halle dient insbesondere zeitgenössischen Schauspielproduktionen, fallweise auch Singspielen, Opern, Operetten oder Konzerten, wobei sich Aufführungs- und Publikumsfläche den Notwendigkeiten der jeweiligen Produktion anpassen lassen. Kultstatus erreichte die deutschsprachige Erstaufführung von Luk Percevals Schlachten! (1999), eine Neufassung von Shakespeares Rosenkriegen: sie hatte eine Dauer von zwölf Stunden, davon eine reine Spielzeit neun Stunden. Die Kritiker der Fachzeitschrift Theater heute wählten die Inszenierung 2000 zur besten des Jahres.

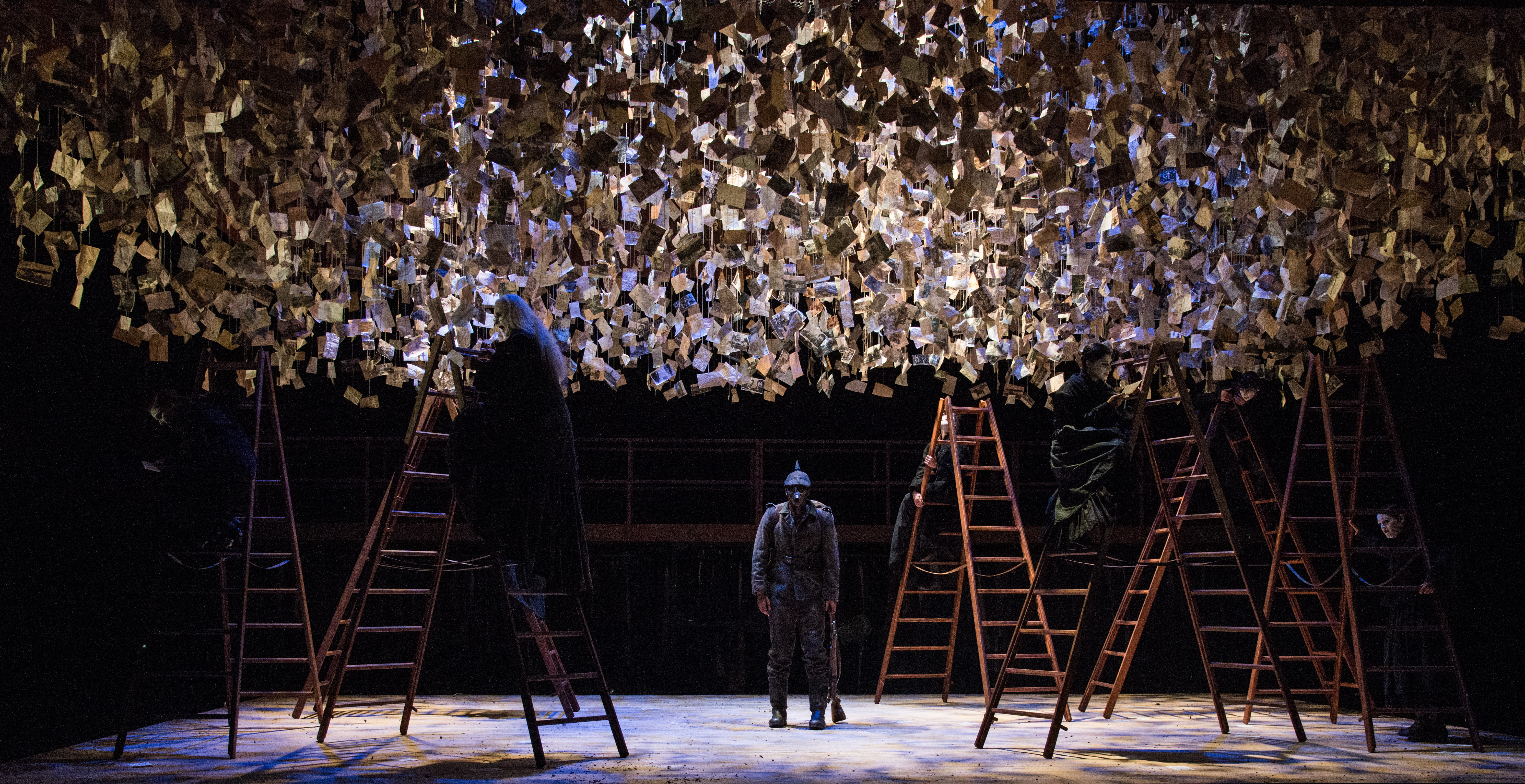
Inszenierung von Andreas Kriegenburg, Salzburger Festspiele 2014 Foto: Christian Michelides

Für besondere Aufmerksamkeit sorgten folgende weiteren Festspielproduktionen:
- 1997: Grillparzers Libussa, inszeniert von Peter Stein[7]
- 2001: Die Fledermaus von Johann Strauss in einer provokanten Neuinterpretation von Hans Neuenfels[8]
- 2010: Ödipus auf Kolonos des Sophokles mit Klaus Maria Brandauer in der Regie von Peter Stein[7]
- 2011: Goethes Faust I + II, eine achtstündige Version in der Regie von Nicolas Stemann in Kooperation mit dem Thalia Theater (Hamburg)
- 2012: Henrik Ibsens Peer Gynt in einer englischsprachigen Fassung der Regisseurin Irina Brook und
- 2014: Ödön von Horváths Don Juan kommt aus dem Krieg, inszeniert von Andreas Kriegenburg[9]

Die Spielstätte besteht aus einem großen Raum mit variabler Bestuhlung für bis zu 800 Besucher. Die Raumaufteilung der Aufführungs- und Publikumsflächen in der ehemaligen Solereinigungshalle lassen sich je nach dem szenischen Konzept des jeweiligen Regisseurs und Bühnenbildners gliedern. Die Raumakustik wird durch variable Wandverkleidungen und Deckenreflektoren verändert, um optimale Sprachverständlichkeit zu erreichen. Entsprechend dem Bedarf der jeweiligen Produktion wird die Bühnentechnik mobil eingebaut und abgestimmt, ebenso die Beleuchtung und die Elektroakustik. Die technischen Einrichtungen entsprechen dem Standard der Salzburger Festspielhäuser. Ein Gratis-Busshuttle bringt die Festspielgäste, so sie nicht mit eigenem Auto anreisen, eine Stunde vor Vorstellungsbeginn von Salzburg zur Pernerinsel in Hallein.
Die Pernerinsel wird auch von der Szene Salzburg für Eigenproduktionen genutzt.

## Pflegekapelle zum Hl. Geist

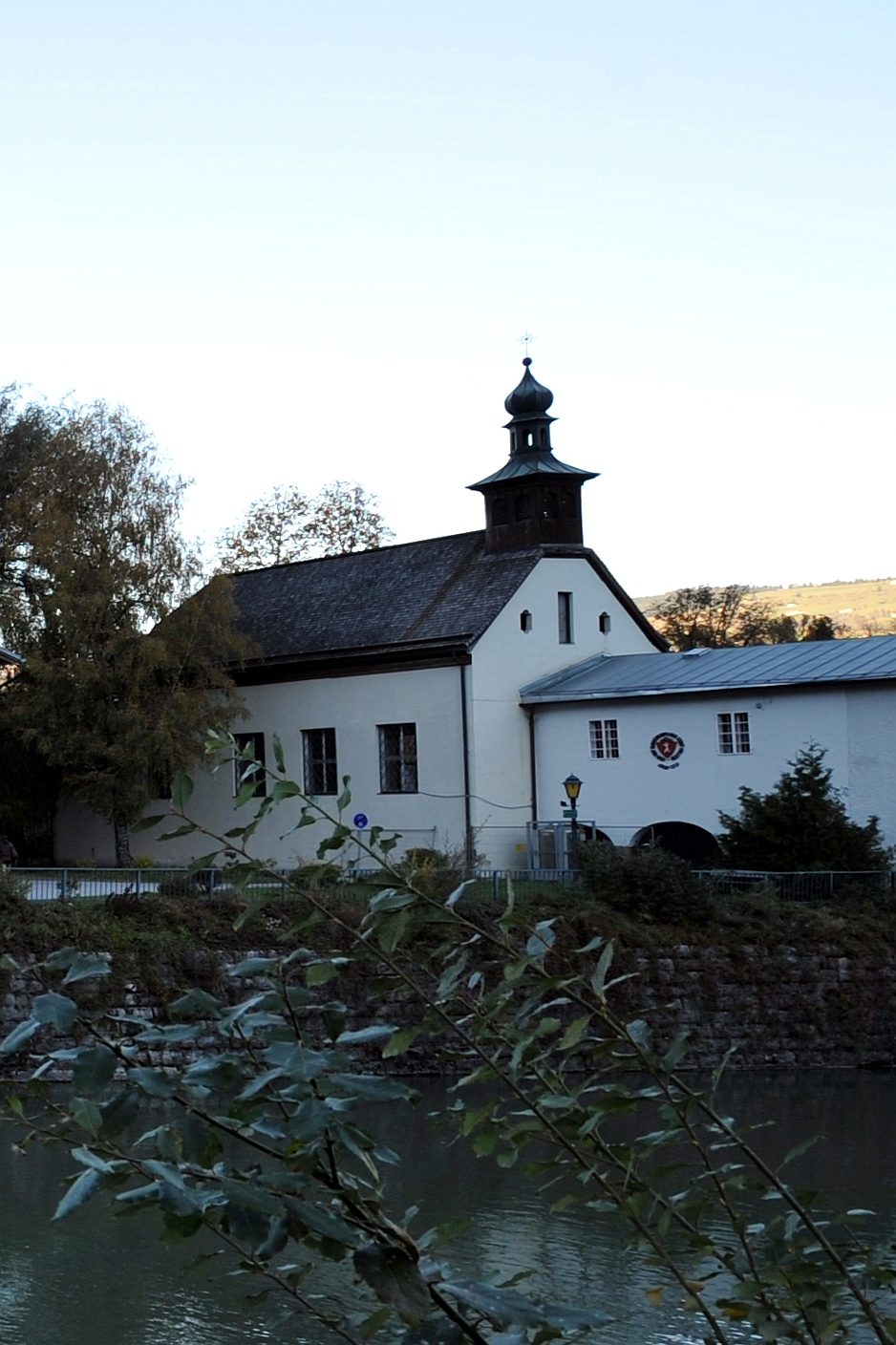
Pflegekapelle zum Hl. Geist

Die Pflegekapelle zum Hl. Geist, auch Salinenkapelle genannt, stammt vermutlich aus dem frühen 17. Jahrhundert. An den schlichten Bau schließt im Süden das ehemalige Mesnerwohnhaus an. Der Altar aus der Mitte des 18. Jahrhunderts stand einst in der abgebrochenen St. Ursula-Kapelle. Die Figur einen thronenden Madonna mit Kind entstand um 1450. Die Kapelle steht unter Denkmalschutz.